# AIDS-Memorial (München)

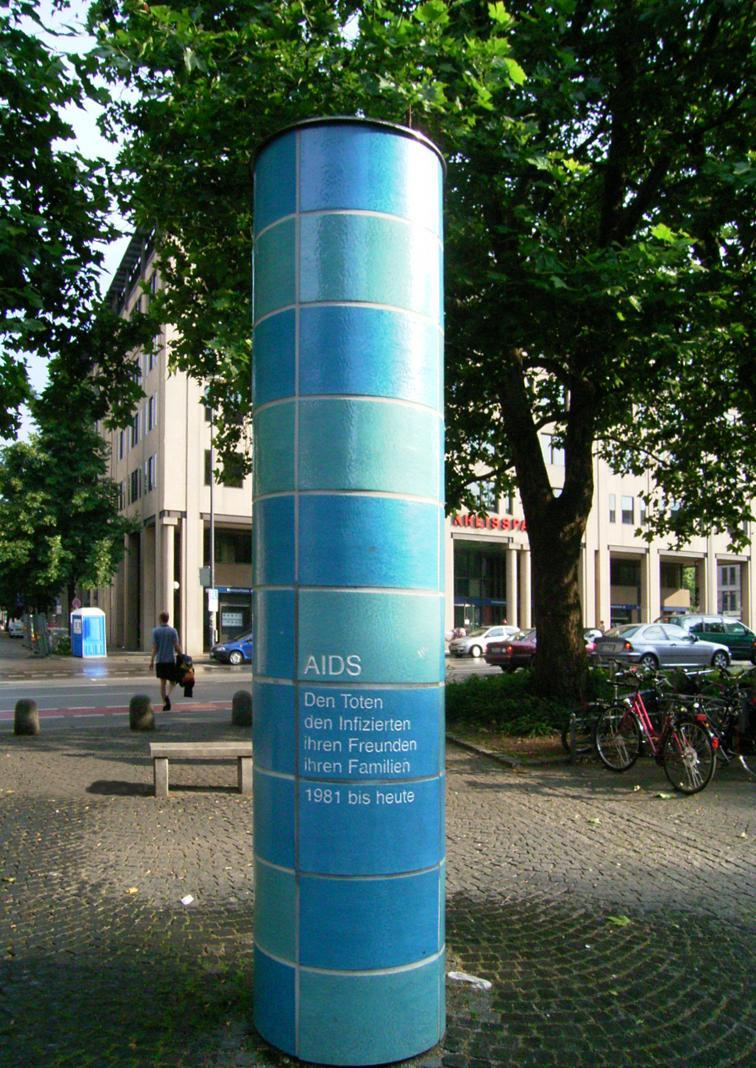
Das Memorial mit Inschrift

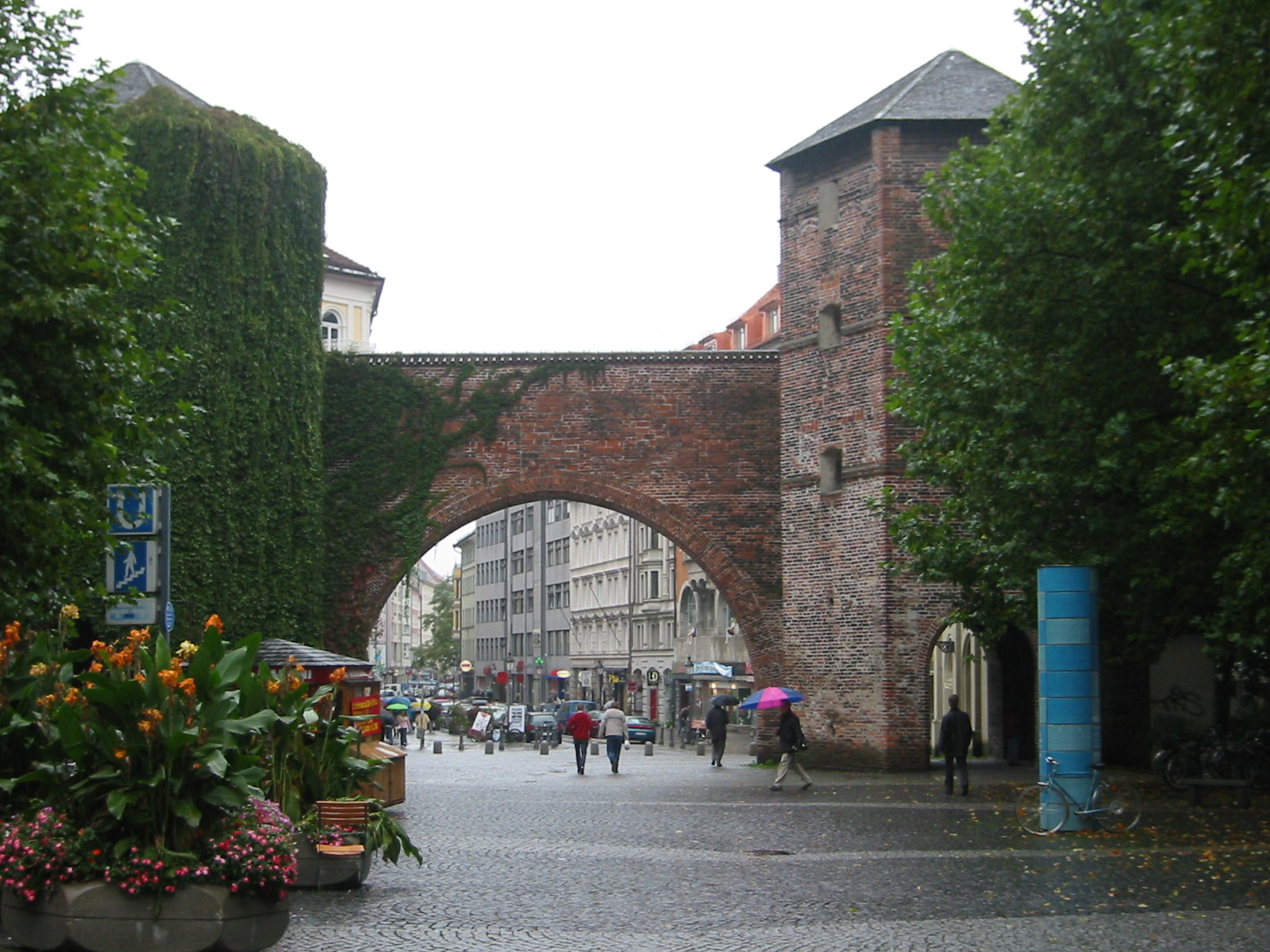
Die blaue Gedenksäule neben dem Sendlinger Tor

Das AIDS-Memorial in München ist eine blaue Säule, die 2001 am Sendlinger Tor errichtet und am 17. Juli 2002 enthüllt wurde. Der Gestalter dieser Säule ist Wolfgang Tillmans, der mit seinem Entwurf einen Wettbewerb der Stadt zur Gestaltung eines AIDS-Denkmals gewann. Dabei bildete er die Stele Säulen aus der nahegelegenen U-Bahn-Station Sendlinger Tor nach.
Das Denkmal trägt folgende Inschrift:
AIDS
den Toten
den Infizierten
ihren Freunden
ihren Familien
1981 bis heute